# Nゲージ
Nゲージ（エヌゲージ）とは、レールの間隔（軌間）が9mmで縮尺1/148 - 1/160の鉄道模型規格の総称である。小形模型のうち、諸外国ではHOゲージ が主流だが、日本ではNゲージがもっとも普及している鉄道模型である。また鉄道コレクションやBトレインショーティーなどのように、部品を取り替えることでNゲージの線路を走らせることができる製品も多い。9mmゲージとも呼ばれ、アメリカなどではNスケールとも呼ばれる。レールの幅が9mmであることから、英語の9（Nine）の頭文字をとってNゲージと呼ばれる。

## 規格・名称
Nゲージの規格・定義
Nゲージは9mm軌間の鉄道模型システムで、縮尺は各国・地域ごとに異なる。
日本では縮尺1/150を標準としているが、新幹線車両のみは縮尺1/160を採用している。
ドイツ・フランス・イタリアなどヨーロッパ大陸の国とアメリカでは縮尺1/160を基準としており、イギリスでは縮尺1/148を標準としている。
Nゲージ名称の由来
数字の9をあらわすヨーロッパ系言語はそれぞれ英語（Nine：ナイン）、ドイツ語（Neun：ノイン）、フランス語（Neuf：ヌフ）で、それぞれNから始まることからNゲージ、Nスケールという呼称がひろまった。日本でも1970年代には一般にも用いられるようになった。

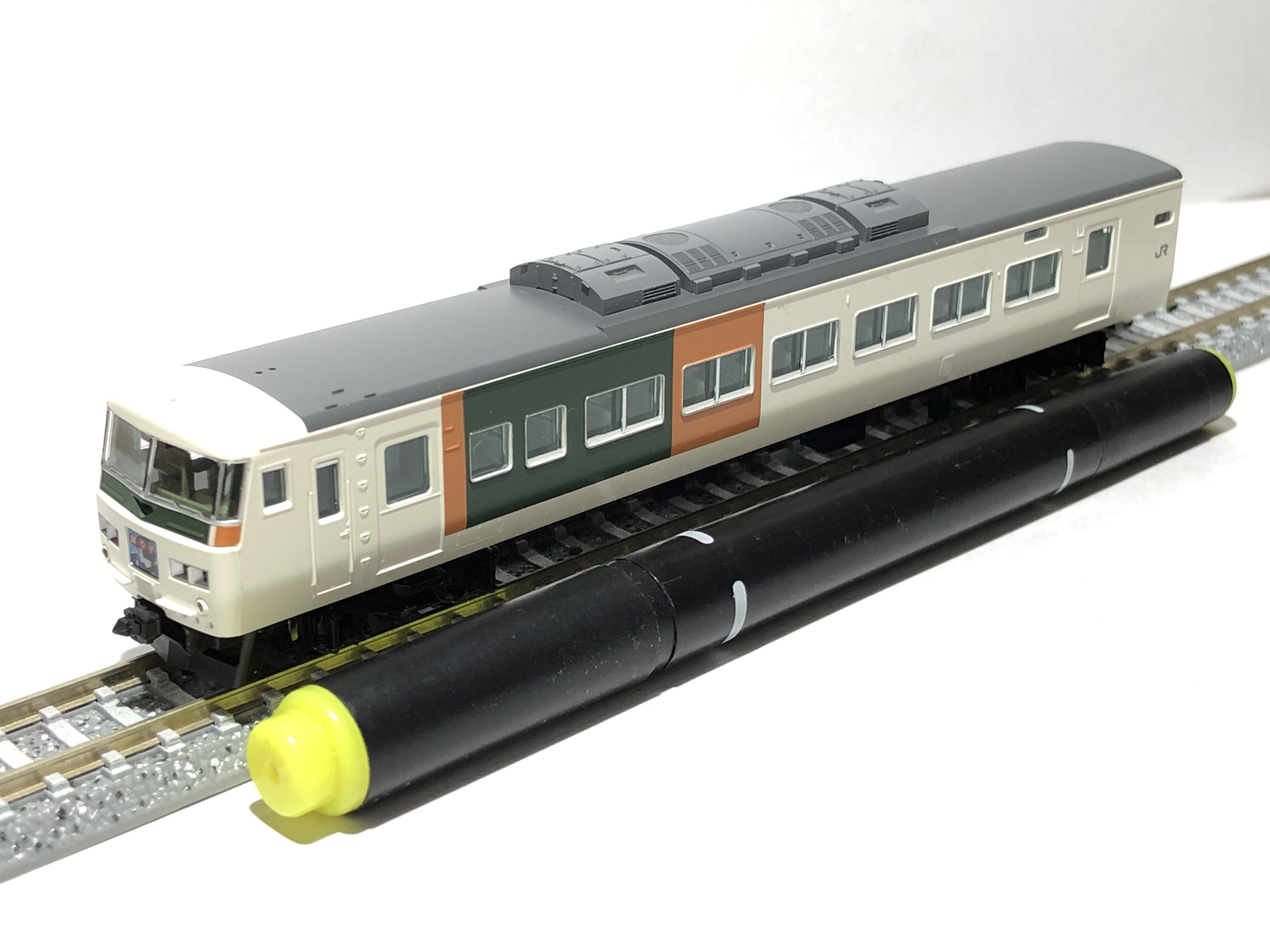
Nゲージ車両の大きさ比較の例
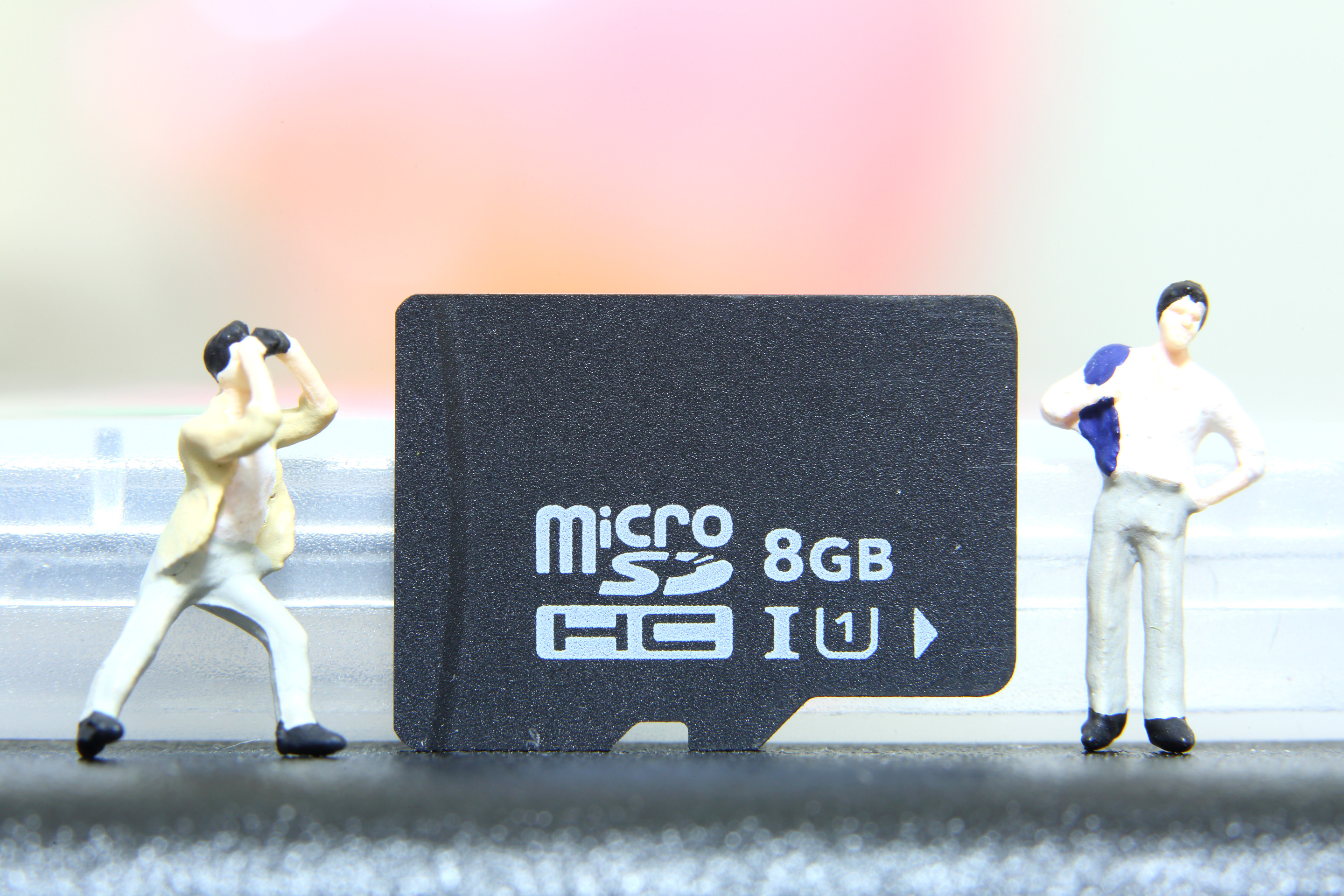
1/150サイズの人形とmicroSDカードの対比
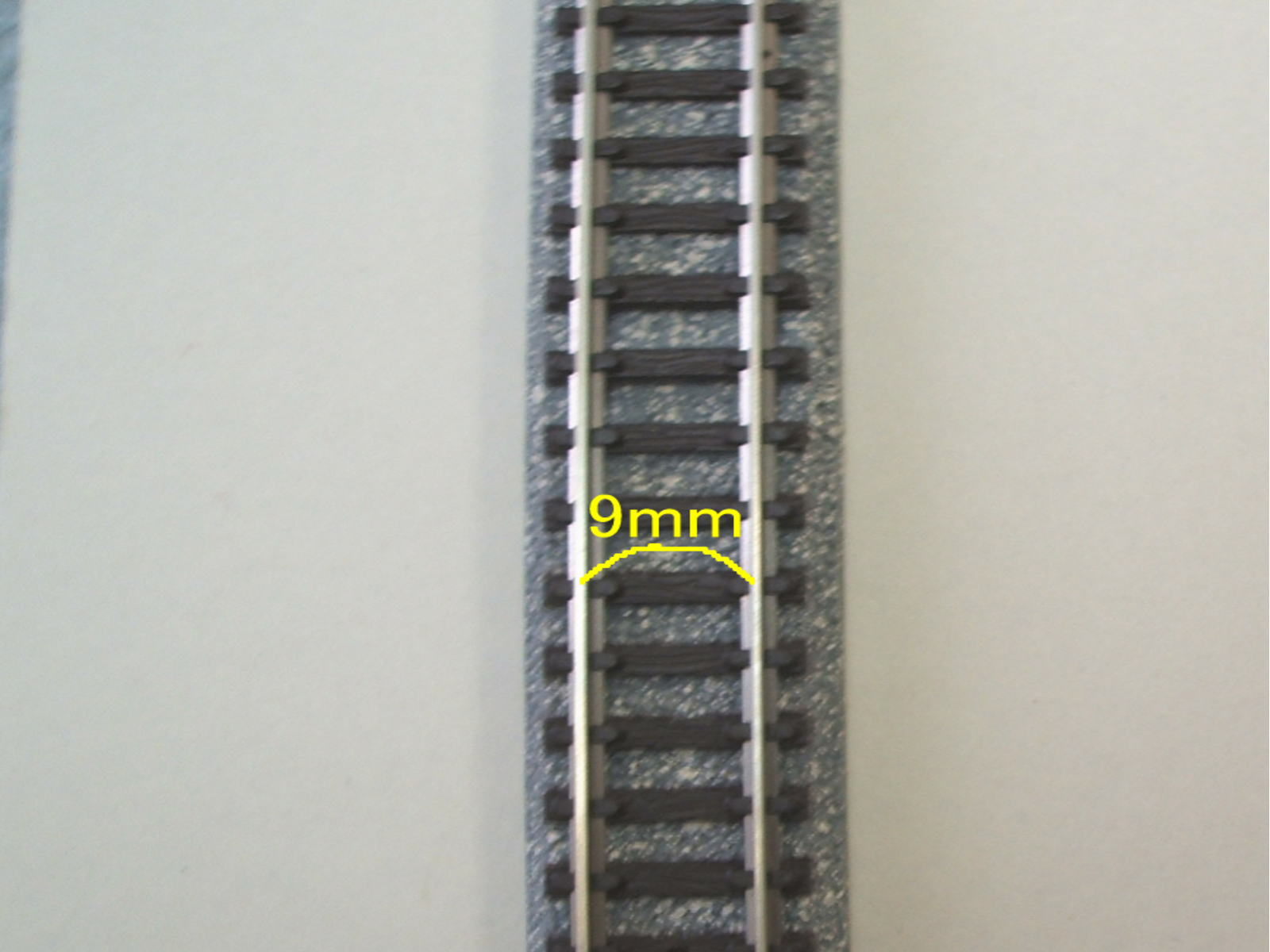
レール中心間隔は9mm （TOMIXファイントラック）

## 基本的な仕組み
Nゲージ鉄道模型は、鉄道模型一般がそうであるように走行模型であり、動力に電気を用いた電動模型である。Nゲージ模型車両の多くは、直流2線式と呼ばれる仕組みで運転される。この方式は最大電圧12ボルトの直流を2本あるレールのうち片方を正極、もう片方を負極として流し、レールと接する金属車輪などを通じて集電し、モーターを駆動して模型車両を走行させる。速度の加減は、レール間の電位差を0ボルトから12ボルトまで変化させて行い、進行方向はレールのプラス電位とマイナス電位を逆転させることにより切り換える。右側が正極のときに前進するのが標準である。これらの運転制御は、家庭用電源（日本では交流100ボルト）からの降圧、直流への変換とともにコントローラー、パワーパック、トランス等と呼ばれている制御機器により行なわれる。このシステムは世界中のメーカーが採用している標準的なもので、日本国内では全てのメーカーが採用している。したがって、Nゲージであればどのメーカーの車両でも、同じNゲージ線路の上で一緒に使うことができる。
近年、デジタルコマンドコントロール（DCC）と呼ばれる新しい制御方式が、欧米を中心に普及してきていて、日本国内でも紹介や普及活動が行われている。この方式は、12ボルト電源を採用しながらも、線路上にデジタル信号を送信して車両ごとに運転操作やライトの制御、サウンド制御を行う。また、線路に流れる電圧は、12ボルトで一定なので、ライトの明るさは模型列車の速度の影響を受けない。

## 特色
小型であるが故に走らせる場合にスペースをとらないのが、最大の利点である。日本型Nゲージ車両の場合、そのほとんどが半径280mmのカーブを難なく通過するため、標準的なレイアウトで180cm×90cm程度（およそ畳1畳分、在来線車両で概ね4～6両編成までに対応）、長編成や新幹線等の大型車両でなければ、90cm×60cm程度の狭いスペースでも楽しむことができる。そのことから、日本ではレイアウトの製作に最適なサイズの鉄道模型と考えられていて、多くのレイアウトが製作され鉄道模型誌に発表されてきた。レイアウト制作のためのガイドブックやプラン集、各種の材料なども揃っていて、日本国内ではNゲージが一番レイアウト製作に取り組みやすい。
日本においては、他のゲージの鉄道模型に比べ製品の数が豊富かつ安価であるという点も利点である。欧米では、むしろHOゲージの方が製品の数が豊富かつ安価で、逆にNゲージ製品の方が高価な場合もある。

## 製品
車両から線路、制御機器、ストラクチャー（建築模型）、アクセサリー、シーナリー用品まで一手に供給するメーカーがある一方、車両やストラクチャー等、単一分野のみ生産するメーカーも存在する。メーカーによっては初心者や入門者向けとして、車両、線路、電源装置等をまとめて入れたスタートセット（入門セット）を発売していて、初心者でも簡単にNゲージを始められるようになっている。日本では、カトー（KATO）ブランドの関水金属とトミックス（TOMIX）ブランドのトミーテックが車輛以外に線路や制御機器、ストラクチャーなどを製品化する総合メーカーとして知られている。
これらの製品は、百貨店、量販店、玩具店、鉄道模型専門店や通信販売で購入することができる。

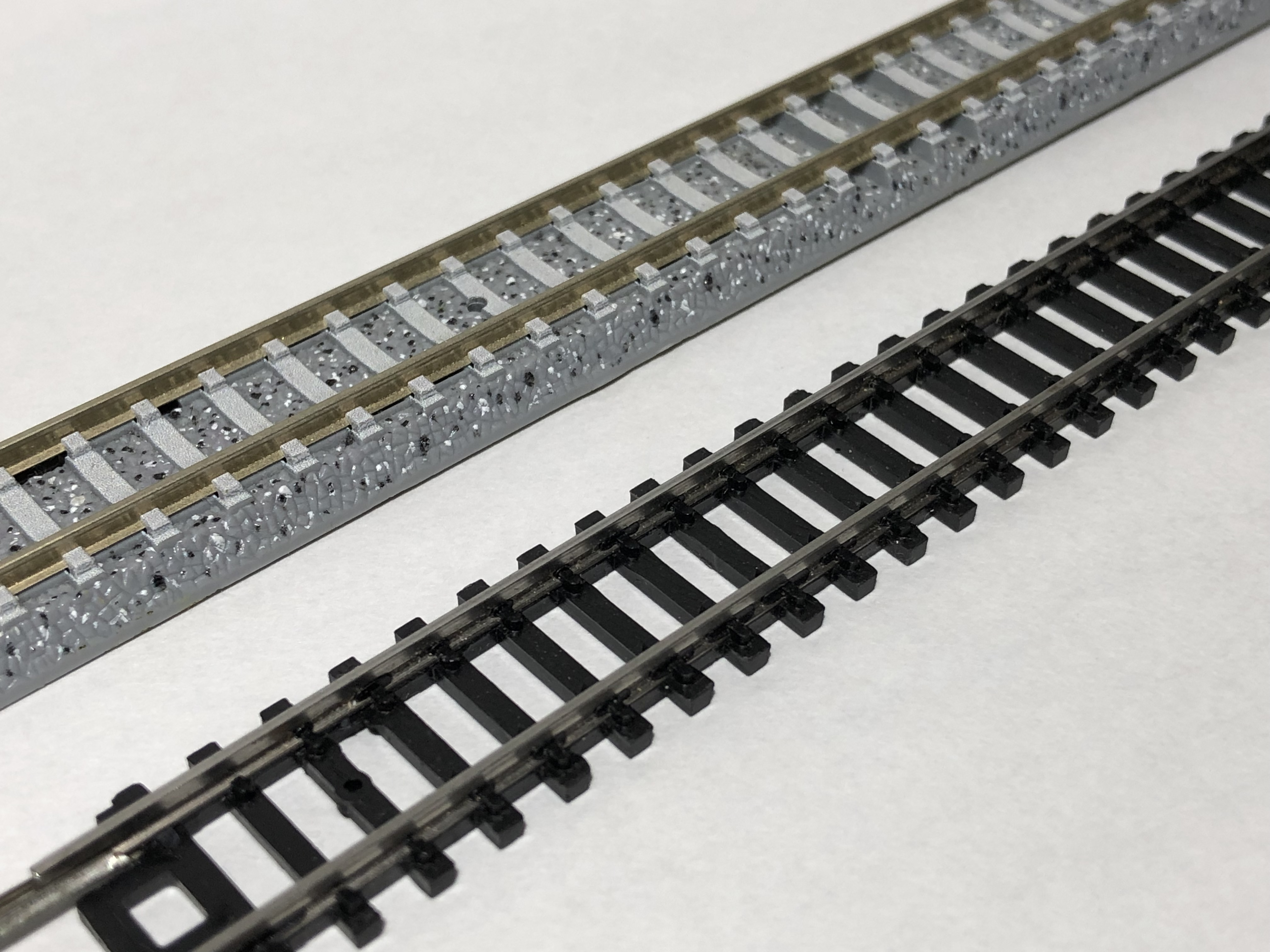
道床つき・組み立て式線路（TOMIX）とフレキシブル線路

車両
Nゲージの製品は、射出成形による主にABS樹脂などのプラスチック製の塗装済完成品が主流であるが、一部の細かいパーツを購入者が自ら取り付ける製品もある。前照灯や尾灯、室内灯が点灯もしくは点灯可能な製品も多い。
また、プラモデル同様に自分で接着剤を使って組み立て塗装するプラスチック製キットや、金属製（主に真鍮製）のキットや完成品も発売されている。
動力はモーターで金属製の線路から電力を取得して動く。海外の製品には、架線から電力を取得するもの（架線集電システム）もあるが、日本国内向け製品では採用例はない。
線路
構造上では、「道床なし線路」と「道床つき線路」に分けられる。両者の違いは、道床なし線路がレール（軌条）とはしご状に作られた枕木部分だけで構成されているのに対し、道床つき線路は枕木の下の砂利部分も土台のような形で一体となっている点である。道床つき線路は道床なし線路にくらべ安定性が優れている。メーカーによっては道床なし線路を「固定式線路」と呼び台枠等への固定を推奨している場合もある。
使用上では、「組み立て式線路」と「フレキシブル線路」に分けられる。両者の違いは、組み立て式線路があらかじめ曲線半径と円弧の角度や、長さが決まっているのに対し、フレキシブル線路は長尺であり水平方向へ自在に曲げることが出来る点である。
現在の日本において組み立て式の道床つき線路が一般的に普及している。
制御機器
Nゲージ鉄道模型を運転するための装置で、パワーパック、パワーユニット、トランス、コントローラーなどとも呼ばれる。多くの製品は家庭用電源から運転用の直流12ボルトまで降圧・整流する機能を内蔵している。入門向けの低価格品から大容量の高級機種にいたるまで豊富な種類が発売されていて、実物の運転台の形状・機能を再現したものもある。電源装置と制御機器が分かれた製品もあるがこの場合でも両方そろわなければ車両の運転は出来ない。現在の日本では、レールと同じメーカーの製品が使われる場合が多い。
近年、DCC用の機器も製品化されるようになってきている。
ストラクチャー
レイアウト・ジオラマ上に置く建築物を指す。多くが射出成形によるプラスチック製品で、完成品では関水金属、トミーテックなど、プラモデル状のキットは、グリーンマックス、アトラス、ファーラー、キブリ、フォルマーなどが製造している。他に金属や紙、射出成形によらないウレタン樹脂製などの素材で、さまざまな種類の建物が製品化されている。縮尺の近い縮尺1/144のプラモデルなども使用できる。
アクセサリー
自動車、人形など鉄道車両・ストラクチャー以外の模型製品全般を指し、主にレイアウト・ジオラマの製作に使われる。自動車はバス、トラックから自転車まで、人形は鉄道員、一般の通行人から牛、犬など動物まで製品化されているほか、電柱、自動販売機、ドラム缶、ポリバケツなど様々なものが模型化されている。
シーナリー用品
レイアウト・ジオラマ製作に使用する部材のことで、地形や植生などのシーンを表現するために用いられる。木や草、芝生、ライケン、コルクブロックなどがウッドランドシーニックス、ノッホなどから発売されている。

## 楽しみ方
Nゲージ鉄道模型には様々な楽しみ方があるが、大きく分けると次のようになる。
運転を楽しむ
鉄道模型を楽しむ上で外せないのが、運転する楽しみである。Nゲージは小スペースでも運転が可能なことに加え、組み立て式線路を使うことにより、テーブル上や床上でも手軽に運転を楽しむことができる。このように線路を仮設して楽しむ運転を「お座敷運転」「フロアーレイアウト」などと呼ぶ。
情景のついたレイアウト上で車両を走らせれば、さらなる満足感を味わうことができる。レイアウトは愛好者自身が製作・保有する場合が多いが、模型店の中には、サービスの一環として備え付けのレイアウト・ジオラマを来店客に開放している店もあり、レイアウトを有料で時間貸しするレンタルレイアウトもある。
さらに、近年では先頭車両に超小型のテレビカメラを仕込み、その映像を無線で受信するモニターテレビとコントローラーを組み合わせて、実車さながらの運転感覚も楽しむ事が出来るようになってきている。
車両を収集する
Nゲージで製品化された車両は、日本型に限っても数多くにのぼる。これをミニカーのように収集する楽しみ方もある。人によって集め方は様々で、自分の好きな国、地域、年代、鉄道会社、模型メーカー、車種、列車、形式などテーマを決めて車両を集める。収集やコレクションというと、完成品を購入して観賞するというイメージがあるが、鉄道模型の場合、欲しい車両を改造・自作する場合もあり、テーマにあわせたレイアウトを作り、コレクションを走らせる楽しみ方もある。
車両工作を楽しむ
鉄道模型も含めた模型趣味の楽しみ方の基本的なものとして、模型工作がある。日本の鉄道模型においては、模型工作の対象の中心は車両におかれていた。Nゲージ登場時は縮尺の小ささから車両工作を不可能視する見方が大勢だったが、初期の車種不足の状況下での未製品化形式への欲求から、徐々に車両工作を楽しむ愛好者が増加し、鉄道模型雑誌に工作記事が掲載されるなど一般化した。
車両工作といっても多種多様であるが、模型車両をより実車に即した形態になるよう手を加える細密化加工、元の車両から別の形式や仕様を作り出す車両改造、プラスチック等の素材と部品（パーツ）から車両をつくりあげるスクラッチビルド（全自作）に大別される。
レイアウト・ジオラマを製作する
鉄道模型においてもう一つの模型工作として、情景模型のレイアウト・ジオラマの製作がある。鉄道模型クラブの中にはメンバー共同で集合式（モジュールレイアウト）や分割式のレイアウトを製作しているところもある。個人では実現が難しい長大編成列車の走行できるレイアウトも、このような方法をとれば実現が可能である。
近年、日本国内においては路面電車やショーティー（短縮化）車両など小型車両の製品が増加し、小半径のカーブレールも発売されたことから、パイクとも呼ばれる超小型レイアウトの製作も増えている。
このほかにも、メーカーやクラブなどが開催するイベントや運転会を見学したり、製品について出来栄えや使い勝手などの感想を交換したり、スワップミートとも呼ばれる交換会・中古市に参加するといった楽しみ方もある。

## 歴史

### 黎明期
Nゲージと同程度の大きさの最初の模型は1912年、ドイツのビングが販売した非動力模型とされる。
第二次世界大戦以前より、イギリスでは縮尺1/152（2mmスケール）・軌間3/8インチ（約9.5mm）の鉄道模型を自作する愛好者がおり、1927年には電動模型の製作に成功した記録が残る。日本でも熱心な工作派の愛好者が軌間9.5mmや8mmの鉄道模型を自作し、模型工作雑誌や鉄道模型雑誌を通じて紹介されることが幾度かあった。この当時は1番ゲージやOゲージが主流で、より小型のOOゲージ・HOゲージが普及しはじめた時代であり、これらはあくまでも特殊な模型として存在したに留まる。Nゲージ程度の大きさで市販された模型もあったが動力も線路も無い製品で鉄道模型というよりはミニカーに近いものであった。
1940年代末にOOゲージ・HOゲージより小さな模型として、縮尺1/120・軌間12mmのTTゲージが登場すると、各国のメーカーによりTTゲージよりさらに小さい鉄道模型の制作が試みられた。いずれの製品も短期間で製造を終了するなど継続性に欠け鉄道模型の規格として定着するほど普及したものは無く、軌間や縮尺も現在のNゲージ規格と相違があった。

### 1960年代前半・Nゲージ規格の成立
1958年に西ドイツのアーノルト（Arnold）により試作品が公開された小型鉄道模型が1960年にラピード200（Rapido 200）として発売されたが、縮尺が1/200と表示されているこの製品は機関車の大きさは現在のNゲージ製品よりも小さく、客車もノンスケールに近い玩具的形態をしていること軌間も9mmよりもやや広いことからNゲージとは言いがたい製品である。
世界で最初のNゲージといえる電動模型システムは、1960年のクリスマスシーズンにイギリスのローンスターが発売した、縮尺1/152・軌間9mmの Treble-O-Lectricシリーズである。この製品はイギリス型車輛の他アメリカ型車輛も製造されたが、販売期間は短く電動模型としては1965年頃には製造を終了している。
1962年にはアーノルトがラピード200の規格を現在のNゲージと同じ縮尺1/160・軌間9mmに変更して「アーノルト・ラピード（Arnold Rapido）」  のブランド名で販売を開始した。この製品は以前のラピード200製品と連結が出来、従来のラピード200製品もそのままアーノルト・ラピードの名称で販売された。1963年には「アーノルトカプラー」（「ラピードカプラー」）が開発された。
最初のNゲージ製品はどの製品かという問題は、現在のNゲージと同じ大きさで軌間9mmの鉄道模型という点ではローンスターのTreble-O-Lectric であり、一般的な縮尺1/160・軌間9mmの規格を初めて採用したという点では1962年のアーノルト・ラピード製品ということになる。しかし両者の知名度の差から日本ではアーノルトがNゲージのパイオニアとされる場合が多い。
1964年、西ドイツのトリックス（Trix）が縮尺1/160・軌間9mmの規格で「ミニトリックス・エレクトリック（MINITRIX Electric）」（現在の「ミニトリックス（MINITRIX）」）のブランド名で参入した。同年、東ドイツのピコ（Piko）が参入した。
これら軌間9mmの鉄道模型は当初は、「OOOゲージ」やメーカーのブランド名で呼ばれていたが、複数のメーカーによる製品が発売されたことでひとつの規格としての認識が広がり、1964年には「Nゲージ」の名称と規格が制定された。日本では当初ナローゲージと混同されることを恐れて「9mmゲージ」の名称が使用されたため、「Nゲージ」という呼び方が一般的になるのは1970年代に入ってからである。

### 1960年代後半・日本での量産開始とNゲージの普及
海外で9mmゲージが登場してから程なく、日本でもこの規格の鉄道模型を製品化しようとするメーカーが現れた。
1964年頃に 玩具メーカートミー（TOMY：現タカラトミー）が「高級電気玩具 OOO（スリーオー）ゲージ 新幹線 夢の超特急セット」を発売した。新幹線3両編成に線路とパワーパックを加えたセットで、ロンスターの「Treble-O-Lectric」シリーズを参考にした電気玩具だったが、それ以上の展開はなかった。。
1964年8月には音響/通信機メーカーのソニーが鉄道模型専門の子会社マイクロトレーンを設立し、エレクトロニクス技術を生かした鉄道模型の量産を計画した。マイクロトレーン社はソニーマイクロトレーンのブランド名で、線路とパワーパックを開発しサンプルが関係者に配布された。しかし計画は中止となり、マイクロトレーン社は1965年10月末に解散した。
1965年からは「関水金属彫工舎」（現関水金属、KATO）が国鉄C50形蒸気機関車・国鉄オハ31形客車、線路を順次発売した。
採用された縮尺1/150は、機芸出版社の山崎喜陽によって提案されたもので、後に参入したメーカーは、関水金属の規格に倣って日本型製品を設計したため、9mmゲージ・1/150が日本におけるNゲージの事実上の標準規格となった。日本メーカーの9mmゲージ製品が本格的に市場流通したのは、関水金属製品が初めてであり、1965年は、日本におけるNゲージの創始として語られることが多い。
当時日本では、0番ゲージに代わってHOゲージとも呼ばれる16番ゲージが、ようやく鉄道模型の主流となった状況であり、さらに小形の9mmゲージの登場は特異なものとして迎えられた。加藤は、「C50」をグリコのおまけ （キャラメルのおまけ）じゃないかと揶揄され、がっかりしたと当時を振り返っている。その一方、アメリカでの評価は高く、「C50」も海外向けのほうが多く売れた。そのため関水金属は、1968年に出荷されたALCO PA-1と貨車を最初としてアメリカ形Nゲージの製造も開始し、当時の外国メーカーと同様に北米大陸に市場を求め、Nゲージ事業を継続した。
1966年にイタリアのリマ（Lima）が「ミクロモデル（MicroModel）」 のブランド名で参入し、1968年にはイタリアのリバロッシ（Rivarossi）と、アメリカのバックマン（Bachmann）が参入した。
アメリカでのNゲージはローンスターやラピード200のアメリカ型車両の販売によって始まり、以降アメリカの輸入業者が独自ブランドで販売するケースも含めて、ヨーロッパを中心としたアメリカ国外のメーカーによるアメリカ型車輛の製品化もあり普及が進んだ。
参入メーカーの増加に伴い、メーカーによって異なっている連結器（カプラー）を統一する動きが発生し、1968年に、ニュルンベルクのトリックス本社に関水金属など日米欧各国のNゲージメーカー、バイヤーが集まり協議を行った結果、Nゲージカプラーの標準をアーノルトカプラーに統一することが決定された。これ以降各メーカーの連結器は順次アーノルトカプラーに統一された。
1969年、フライシュマン（Fleischmann）も「ピッコロ（Piccolo）」 のブランド名で参入した。1970年代初め、イギリスのグラハム・ファリッシュ（Graham Farish）が縮尺1/148を採用して参入した。1973年にはスペインのイベルトレン（IBERTREN）が参入した。イベルトレン製品は、電気方式に直流三線式を採用しているのが特徴で、1985年までこの方式の製品が供給されていた。

### 1970年代-1980年代前半・Nゲージ新規参入メーカーとNゲージブーム
1960年代から1970年代初頭まで関水金属が日本でほぼ唯一のNゲージメーカーだった。デパート等の売り場では、西ドイツのアーノルト、ミニトリックス、イタリアのリマ等の海外製品が輸入販売された。関水金属が発売した日本形も限られていたため、日本で最初期にNゲージを購入した世代は海外製品を日本型に見立てたりあるいは無国籍的に楽しんだ。モデラーのなかには改造や自作により製品にない形式を製作する者も現れ、模型雑誌での作品の掲載を通してNゲージの車輛工作も徐々に浸透していった。
1974年に玩具メーカーのトミー（現タカラトミー） がトミーナインスケールブランドで日本型車輌の製品化を開始した。当時、トミーはアメリカのバックマン（Bachmann）のNゲージ製品を輸入販売していたことから、線路やストラクチャー（建物）は、バックマン製品をトミーナインスケールパッケージに変更して流用した。製造メーカーはバックマン製品と同様、香港のケーダーである。
1975年には、既に西ドイツのミニトリックスのNゲージ製品の輸入発売元であった学習研究社が、ミニトリックスのモーターを使用した新幹線0系電車を発売して日本型Nゲージに参入、以降特急形電車の国鉄583系電車、国鉄485系電車や国鉄EF57形電気機関車を発売した。
1970年代半ばには東京・板橋の模型店ホビーショップMAXがオハ61系客車のプラ製組み立てキットでNゲージに参入。まもなくグリーンマックス（GREEN MAX）と改名し、客車や電車、日本型建造物のキットの製品化をすすめた。
1975年に関水金属から発売されたキハ82系は、側面窓から見えない薄型動力ユニット、はめ込み式窓ガラス、ライト点灯構造を採用するなど、画期的な構造を持つ製品であった。これらの構造は自社の後続製品にとどまらず、他社製品においても後に採用するところとなり、現在においては日本形Nゲージ車両の標準的な製品構造となっている。このような関水金属の細密度向上への努力は他社製品にも影響を与え、日本型Nゲージ全体の品質向上にも寄与している。
1976年、トミーは、従来の「トミーナインスケール」に代えて、ブランド名を「TOMIX（トミックス）」とした。製品についても海外生産依存を改め、日本国内での生産を始め、日本形ストラクチャーも積極的に製品化した。特に自社開発による道床付レールシステムは、Nゲージ普及のきっかけを与えた。
1978年、16番/HOゲージメーカーであるエンドウが、金属プレスを主体とした構成でNゲージに参入。国鉄EF58形電気機関車と道床付線路システムを発売する。その後の製品展開は、国鉄24系客車、キハ30系気動車、国鉄9600形蒸気機関車、国鉄201系電車といった国鉄型車両から、近鉄3000系電車、東京都交通局10-000形電車、京王5000系電車 (初代)など私鉄電車にまで及んだ。同社製品は金属製品ならでは表現が評価された反面、組立に手作業（はんだ付け）があるため他社のプラ製Nゲージと比較して割高であることもあり、主流にはなれなかった。
同じ1978年には、16番/HOゲージメーカーである、しなのマイクロが金属製のED17、ED15などの旧型電機シリーズで参入。プレスを主体としたエンドウに対し、エッチング技術主体の製品構成をとり、その後、フライホイール付き動力を開発して、国鉄157系電車、阪急6300系など新型電車も製品化した。金属製品は、どうしてもプラ製品に比べて割高であることもあり、同社はプラ製品への移行をも計画していたが、1980年に倒産してしまう。
しなのマイクロのNゲージ部門は、プラモデルメーカーの有井製作所に引き継がれマイクロエースとして活動を再開した。マイクロエースはプラ製完成品で国鉄EF64形1000番台電気機関車、国鉄ED78形電気機関車、国鉄185系電車、10系軽量客車を発売した。
1979年、永大が「エーダイ・ナイン」のブランド名で参入、国鉄キハ58系気動車、国鉄EF65形電気機関車1000番台（PF形）、国鉄14系客車15形といった車輌をプラスティック完成品で製品化したほか、駅舎とホームを含めたプラ製道床付線路システムも発売したが、1980年に倒産した。永大のNゲージ製品は学習研究社が引き取り「GAKKEN N」として自社の製品ラインナップに加えた。永大が倒産時に製品化準備中だった国鉄キハ55系気動車、国鉄EF60形電気機関車も学習研究社から発売されている。学研はその後、サウンドシステムや2列車同時運転が可能な「ICSコントロールシステム」、レイアウトベース「エヌランド」といった運転関連の製品を開発した。
イタリアのメーカー、リマが国鉄485系電車を発売したのもこの頃で、海外のメーカーが自社ブランドで日本型のNゲージを模型化することは、非常に珍しい。
1980年代に入り、やはり16番/HOゲージメーカーである中村精密が、ホワイトメタルを多用した金属製蒸気機関車でNゲージに参入し、国鉄制式機を中心に多くの形式を製品化した。同社はまた、国鉄スハ32系客車を中心に旧型客車をプラスティックキットの形態で多く製品化したが、業務を縮小したことにより結局数年で新製品の開発を停止した。同社の客車キットの金型はMODEMO（ハセガワ）に引き継がれ、現在では組立済み完成品として販売されている。
キ620形除雪車を、プラスチック製完成品で発売したモア（MORE）や、プラモデルの技術を生かして本格的なNゲージの近鉄30000系電車プラキットを製品化したオータキも、Nゲージ市場の拡大にあわせて参入したメーカーであるが、ともに一作のみで終わっている。また、プラモデルメーカーの童友社も、バックマン製のアメリカ型車輛と線路、電池を電源とするコントローラーをセットしたNゲージセットを発売した。家庭用電源を使わない、より玩具的で平易なNゲージシステムであった。
この頃から工作派ファン向けに改造パーツも発売されている。乗工社からはD51形重装備パーツ、C62 2改造パーツ、さらにEF65形500番台にホワイトメタル製の貫通扉を貼り付けるEF65形1000番台改造パーツが発売され、銀河モデルからは、信号煙管や常磐線用列車無線アンテナ等の細密加工用のパーツが発売されている。乗工社は金属製の車体キットも製品化している。同様の製品は奄美屋やエンドウ、しなのマイクロからも発売されていたほか、中村精密は同一形式の蒸気機関車をキットと完成品の両方で発売している。
1970年代後半から「L特急・ブルートレインブーム」が起こり、ブームの影響からNゲージ製品にも注目が集まった。それに伴い鉄道模型、とりわけNゲージをテーマとした書籍が子供向けから大人向けまで何冊も一般の出版社から刊行され新聞にNゲージの通信販売の広告が載るなど鉄道模型界以外の企業も参加した大きなムーブメント、「Nゲージブーム」となった。プラモデルメーカーのフジミ模型・バンダイ・アオシマからも、NゲージサイズのL特急やブルートレインのプラモデルが発売される。
Nゲージブームによって増大したファンの中には若年層も多く見られ、鉄道模型誌のレイアウトコンテスト等にも10代の応募者も見られた。小・中学生にもブームは波及し、この時期、友達同士で集まって車両や線路を持ち寄り、Nゲージで遊ぶことが日常的に行われていた。
1978年末に日本Nゲージ鉄道模型工業会が発足し、1979年に東京の科学技術館、大阪科学館で「日本鉄道模型ショウ」を開催した。鉄道模型ショウは、その後も開催され続ける恒例行事になっている。
このように、ブームにより飛躍的に普及したNゲージであるが、盛り上がりは一時的なものにとどまった。

### 1980年代後半 - 1990年代・Nゲージブーム終焉とNゲージメーカーの動向
1980年代半ばには、Nゲージブームは終息し、Nゲージから撤退するメーカーも現れた。学研は、1980年代半ばにNゲージから撤退、エンドウ、ナカセイ （←中村精密）も1980年代半ば以降新製品の発売がなく、製品の再生産と市場流通も1990年頃には途切れ店頭から姿を消していった。
一方、ブーム終息後も、2大Nゲージブランドとして定着した関水金属とトミー、プラキットのメーカーとして独自の地位を築いたグリーンマックスが、安定した活動を続けていた。
このような状況下で、金属キットの発売が増加した。シバサキ模型が1984年にKATO製キハ20をキハ10に改造する真鍮エッチング板を発売したのを皮切りに、1986年「ワールド工芸」が国鉄EF55形電気機関車を製品化。以降、レイルロード、タヴァサホビーハウス、ペアーハンズなど新しく参入するメーカーも現れ、金属キットは90年代に入る頃には一つのジャンルとして定着した。キットの構成も当初の側板のみ・車体のみから、下回り・動力込みのトータルキットも現れた。
シバサキ模型は1993年の新製品を最後に閉店・廃業したが、新規参入メーカー、新製品は絶えることがなかった。1995年11月にはNゲージファンのための即売会形式のイベント、JNMAフェスティバルが開催され、それまでのメーカー・模型店よりも規模の小さなグループや個人も参入し始めた。こうした小メーカーの製品はガレージキットとも呼ばれ生産数も少ないため、即売会などのイベントや特定の販売店、通信販売などでしか手に入らないものも多い。一方キッチン（kitcheN）や銘わぁくすのように、中堅キットメーカーなみの製品数を数えるところもある。
一方、ワールド工芸は完成品の製造・販売にも力を注ぎ、再び金属完成品が店頭に並ぶようになった。90年代末期からは蒸気機関車模型を中心に細密製品として金属完成品を製品化するメーカーが増加した。新たな参入メーカーにはHO/16番ゲージのメーカーとして著名な天賞堂など、他のスケール/ゲージで実績を積んだメーカーも多い。
プラスチック完製品の販売を行うNゲージメーカーに関しては1990年代以降、新たな動きが見られた。1990年代初めに、新規メーカーとしてプラモデル・情景素材メーカーの河合商会がトミーから発売され絶版となっていた国鉄貨車シリーズを自社製品として発売し参入した。
マイクロエース=有井製作所は、1980年代半ば以降、幾度かの客車製品の再生産以外新製品もなく休止に近い状態であったが、90年代中頃に新たにアメリカ、ライフライク製品のアメリカ型の機関車・貨車をマイクロエース名義で発売し再始動した。1996年には国鉄D51形蒸気機関車を発売、以後コンスタントに国鉄型蒸気機関車を製品化していった。これらの製品が中国製なのはライフライクに倣ったものである。
さらに90年代後半にはプラモデルメーカーであるハセガワが「MODEMO」のブランドでNゲージにも参入し、路面電車やナカセイの金型を使った旧型客車などの完成品を製品化している。
この時期、これまで鉄道模型、とりわけNゲージではほとんど見られなかったウレタン樹脂（レジン）製のキットや完成品が、複数のメーカーから発売された。その特性上少量生産の製品が多かったが、「プラッツ」など一部のメーカーの製品は市場にも流通した。
1990年代にはヨーロッパのメーカーの統合が目立つようになった。1992年にはイタリアのリマがリバロッシに買収された。1995年ドイツのアーノルトが倒産し1997年にイタリアのリバロッシグループ傘下に入り同グループのNゲージブランドとなった。1997年には、トリックスが業績悪化でメルクリンの傘下に入った。2000年にリバロッシグループは組織改編を行ないリマグループとなった。

### 2001年以降・新しい流れ
2000年代には、有井製作所=マイクロエースの製品が急速に拡充された。マイクロエースの製品は機関車以外はセット販売が主体で、販売車種は試作型車両、民鉄の車両、JR北海道、四国、九州の車両に及び、実物の存在しないアニメーション作品の銀河鉄道999編成まで製品化された。マイクロエースの製品展開は他メーカーにも影響を及ぼし、セット販売の増加はNゲージ全体の流れとなった。
一方、プラキットの形態で長年製品を供給してきたグリーンマックスは90年代後半より、より完成品に近い塗装済みキットを製品化していたが、2000年代に入ると他社と同様の塗装済完成品を発売し、キットを作らないNゲージャーに対応している。このようなこともあり、毎月新製品が発売される完成品に比べると市場における未塗装キットの比重は低下している。
チョコエッグなどの食玩にはじまるコレクションモデルのブームがNゲージにも波及して、Bトレインショーティーや鉄道コレクションというような従来の鉄道模型とは一線を画する製品が発売されているのも近年の特徴である。このような製品は他のコレクションモデルと並べられ、量販店やコンビニエンスストア、鉄道事業者主催のイベント会場でも販売される等、販売形態においても従来の鉄道模型とは異なる扱われ方をしている。
Nゲージブームが去ってから次第に百貨店、玩具店でのNゲージの取り扱いは減少していく一方、1990年代後半から家電系・玩具系量販店がNゲージの取り扱いを始めた。量販店はBトレインショーティーや鉄道コレクションのようなコレクションモデルの販売にも力を入れていて、取り扱い商品の種類・数量とも豊富であり、百貨店、玩具店に代わって模型専門店に足を運ばない層にもNゲージを広める役割を果たしている。当初、量販店は模型専門知識を備えたスタッフをほとんど持たなかったが、他店との差別化や顧客サービスのため専門知識を持った販売員を置く店もある。また、一般の模型店の中にも売り場を量販店型に改装するところも出てきている。また、インターネットの普及に伴い実店舗を持たないインターネット通販専門の鉄道模型店も登場している。2000年代後半にはレイアウトの完成を目標とした分冊百科形式の雑誌が刊行された。解説の冊子とともに各号にレールや車輛、レイアウト用品が付属する形で書店でNゲージ製品が購入できた。
1990年代後半以降、製造コスト削減のために製造拠点を中国や東欧などに移すメーカーが現れていたが、2000年代以降その動きは加速し、日本メーカーの製品も中国で製造された製品が多くみられる。また、2000年代以降は海外でのNゲージ業界の再編が更に進行した。2001年、グラハム・ファリッシュがケーダーに買収され、同社のイギリス市場でのNゲージブランドとなった。リマグループは2004年に倒産し、イギリスのホーンビィに買収された。同年ロコも倒産し、ドイツのモデルアイゼンバーン・ホールディング傘下となった。2008年にはフライシュマンが倒産しモデルアイゼンバーン・ホールディング傘下に入った。以後ロコブランドのNゲージ製品はフライシュマンブランドに統合された。日本でも2012年に河合商会が倒産し、Nゲージ製品についてはポポンデッタに引き継がれた。

## ナローゲージ・関連規格
ナローゲージ
模型のナローゲージ（ナローゲージモデル）とは実物の狭軌鉄道を一般的な鉄道模型規格の軌間よりも狭い軌間を使って模型化したものである。Nゲージの場合は軌間6.5mmなど9mmよりも狭い軌間を使った縮尺1/148-1/160程の模型がこれに該当する。数種類の実物の軌間に対応した規格が各国の模型団体により定められている。
| 呼称     | 軌間                  | 実軌間 | 備考            |
| -------- | --------------------- | ------ | --------------- |
| N (エヌ) | 9mm (8.97 - 9.32mm)   | 1435mm | 標準軌          |
| Nn3      | 6.5mm (6.50 - 6.60mm) | 914mm  | 3フィートゲージ |
| Nn2      | 4.5mm (4.50 - 4.80mm) | 610mm  | 2フィートゲージ |

| 呼称     | 軌間   | 実軌間             | 備考               |
| -------- | ------ | ------------------ | ------------------ |
| N (エヌ) | 9mm    | 1250mm - 1700mm    | 標準軌など         |
| Nm       | 6.5mm  | 850mm - 1250mm未満 | メーターゲージなど |
| Ne       | 4.5mm  | 650mm - 850mm未満  | 軽便鉄道など       |
| Ni       | 3.75mm | 400mm - 650mm未満  | 鉱山鉄道など       |

イギリスにおいてもZゲージの軌間を利用するN-6.5規格の製品がある。
日本においては以前から6.5mmのほか7mmや5mmなどの軌間で国鉄型車輛や軽便鉄道の模型化に取り組むファンがいたが、日本型Zゲージの普及によりZゲージの線路（軌間6.5mm）を使う場合が多くなっている。軽便鉄道の車輛についてはメーカーからキットや完成品も販売されている。
OOOゲージ
OOOゲージとは元来、1950年代のイギリスで2mmスケールの別称として使われていたものだが、1950年代後半からローンスターが縮尺や軌間が異なる ロコス（Locos）やトレブルオーレクトリック（Treble-O-Lectric）にも使用。1960年代には9mmゲージの模型製品全般を指す用語として使われる事が多かった。Nゲージの名称が制定され、ローンスターも撤退したため次第に使われなくなった。
2mmスケール、9.5mmゲージ
2mmスケールは1920年代にイギリスではじまった規格で、縮尺は2mmスケール（1/152）で軌間は当初は3/8インチ、現在では9.42mmである（日本では9.5mmと紹介される事も多い）。現在でもイギリスではこの規格を採用する愛好者がいる。
9.5mmゲージはNゲージ普及以前に日本などで使われていた軌間で縮尺は日本では1/120-1/150と製作者により幅があり統一されていなかった。

## 主なNゲージメーカー・ブランド
(カッコ内はブランド名または略称、別名)
日本
- グリーンマックス（GM）
- 関水金属（KATO）
- トミーテック (TOMIX、ジオラマコレクションシリーズ）
- ハセガワ（MODEMO）
- ポポンデッタ
- マイクロエース（旧・有井製作所）
- ワールド工芸

ベルギー
- LS Models

ドイツ
- アーノルト
- ファーラー
- フライシュマン（Piccolo）
- キブリ
- レムケ
- ピコ
- トリックス（Minitrix）
- フォルマー

イギリス
- ダポール
- グラハム・ファリッシュ（Grafar、Farish）
- ピィコ

アメリカ
- アサーン
- アトラス
- バックマン
- ライフライク
- マイクロトレインズ

香港
- 迷你堂（MINITOWN）
- ケーダー（開達）：ケーダーの名称でのNゲージ製品は無いが、傘下のバックマン、グラハム・ファリッシュ、リリプットの製品を製造している。

台湾
- 鐵支路

中国
- KUNTER
- CMRLINE
- 朗捷